# Mordellistena incommunis
Mordellistena incommunis is een keversoort uit de familie spartelkevers (Mordellidae). De wetenschappelijke naam van de soort is voor het eerst geldig gepubliceerd in 1921 door Liljeblad.